# 라이너스 폴링
라이너스 칼 폴링(영어: Linus Carl Pauling, 1901년 2월 28일 ~ 1994년 8월 19일)은 노벨 화학상 (1954년)과 노벨 평화상  (1962년)을 수상한 미국의 화학자이다.
DNA의 구조를 밝혀내 노벨상을 받은 제임스 왓슨이 자신이 쓴 《이중 나선(Double Helix)》에서 라이너스 폴링을 "당시 생화학 분야의 권위자였으며, 가장 높은 수준의 연구를 진행하고 있었다"고 평가할 정도로 그는 분자생물학 분야에도 큰 영향을 끼쳤다.
1962년에는 지표 핵실험을 반대한 공로로 노벨 평화상을 받았다. 그는 지금까지 혼자서 노벨상을 두 번 받은 유일한 사람이다. (마리 퀴리는 물리학상을 남편과 함께 받았고 존 바딘은 두 번의 물리학상을 다른 사람과 함께 받았으며 프레데릭 생어도 1980년에 다른 사람과 함께 받았다.) 또한 현재까지 세계에서 유일하게 노벨 과학상과 평화상을 모두 받은 인물이기도 하다

## 어린 시절과 교육
폴링은 오레건주 포틀랜드에서 헤만 헨리 윌리엄 폴링(Herman Henry William Pauling, 1876년 - 1910년)과 루시 이사벨 벨레 달링(Lucy Isabelle Belle Darling, 1881년- 1926년)의 장남으로 태어났다. 그의 이름은 외할아버지(Carl)와 친할아버지(Linus)를 기념하여 라이너스 칼(Linus Carl)을 따라 지어졌다. 아버지 헤만과 어머니 루시는 각각 23살, 18살에 오레건주 콘돈의 한 디너파티에서 만났고 6개월 후 그들은 결혼했다.
헤만 폴링은 미주리 주의 콘코디아에서 독일계 이주 농민으로부터의 후손이다. 칼 폴링은 가족과 함께 오레건주의 오스웨고에 정착하기전 캘리포니아로 갔다. 거기서 그는 주조공장의 철물상으로 일했다. 중등학교를 마친 다음 헤만 폴링은 약사가 되기 위해 견습생으로 일했다. 그의 견습생 수행이 끝난다음, 그는 제과점 도매상인이 되었다.
폴링의 어머니 루시는 영국, 스코틀랜드계 후손이며 교사, 농민, 측량사, 우체국장, 변호사로 일한 라이너스 윌슨 달링의 딸이다. 라이너스 달링은 11세에 고아가 되었으며 학교선생이 되기 전에 제빵사 아래에서 견습생으로 일했다. 그는 오레건주 터너에서 온 엘리스라는 여인과 사랑에 빠졌으며 결국 그들은 결혼했다. 1888년 7월 17일 엘리스는 다섯 번째 아이를 낳았으나 유산되었다. 그리고 한달이 채 가기도 전에 네명의 딸들을 남편에게 맡기고 앨리스는 사망했다.
라이너스 폴링 태어난 후 1년을 포틀랜드에서 그의 부모님과 함께 단칸방 아파트에서 보냈다. 1902년 그의 여동생 파울린이 태어난 후 폴링의 부모님은 도시를 벗어나기로 결정했다. 그들은 포틀랜드에서 살면서 아파트는 매우 붐볐고 거주지가 공간적으로 여유롭지 못했다. 루시는 헤만이 새로운 거주지를 찾는 동안 오스웨고의 헤만의 부모님의 집에서 머물렀다. 헤만은 Skidemore 제약회사의 외판원으로 일하게 된 살렘(Salem) 지역으로 가족과 함께 이주했다. 1904년 루실의 출생과 함께 헤만 폴링은 오스웨고로 가족과 함께 이주했으며 거기서 그는 개인 약국을 개업했다. 그러나 오스웨고의 경기는 안 좋았으며 그와 그의 가족들은 1905년 콘돈으로 다시 이주했다.
1909년 폴링의 친할아버지 라이너스는 그의 두 번째 부인과 이혼했으며 그의 딸 루시(폴링의 어머니)와 나이가 거의 같은 어린 학교선생과 재혼했다. 그리고 몇 달이 지나 신장염으로 비롯되어 합병증으로 야기된 심장마비로 사망했다. 그 동안에, 헤만 폴링은 복부의 주기적인 심한통증과 약한 체력으로 매우 고통받고 있었다. 루시의 여형제 애비(Abbie)는 헤만의 목숨이 위태롭도록 아픈 것을 보고 즉시 가정 주치의에게 연락했다. 의사는 통증을 완화시키기위해 헤만에게 진정제를 투여했으나 그것은 일시적인 경감이었을 뿐이었다. 그의 건강은 다가오는 몇 달동안 매우 악화되었으며, 1910년 6월 11일 그는 라이너스, 루실, 파울린을 혼자 짊어지게 된 루시를 남기고 위궤양으로 결국 사망했다.
폴링은 어린 시절 대단한 독서광이었다고 한다. 폴링의 재능을 일찍부터 알아본 아버지 헤르만 폴링은 지방신문 더 오리가니안(The Oregonian)의 편집장에게 아홉 살 아들이 더 읽어야 할 책이 무엇인지 묻는 편지를 쓰기도 하였다. 폴링의 초등학교 친구인 로이드 제프레스는 자기 방에 작은 화학 실험실을 가지고 있었는데 제프레스의 실험실에서 했던 실험은 폴링이 화학공학자가 되기로 결심한 계기가 되었다고 한다. 고등학교 때 폴링은 할아버지가 수위로 근무했던 제철 공장에서 많은 실험 기구와 재료를 몰래 운반하여 화학 실험을 계속했다. 고등학생이 된 폴링은 책과 화학실험으로 쌓아온 엄청난 양의 화학지식으로 선생님들을 놀라게 했고 화학 담당 선생님의 방과후 실험을 돕기도 하였다. 고등학교 3학년이 된 폴링은 보수도 많이 받을 수 있는 화학공학자가 되고 싶어하였고 대학에 가고 싶어하였다. 그러나 가난에 찌든 어머니 벨은 아들이 생계를 꾸리는 일을 더 적극적으로 돕길 원했고 폴링이 대학에 가고 싶다는 말에 화를 내었고 철물점에 취직시켜 주겠다고 하였다. 고민하던 폴링은 친구 제프리스 가족의 충고를 듣고 당시 오리건농업대학 (현 오리건 주립 대학) 화학공학과에 진학하기로 결심하였고 어머니를 설득하였다.
폴링은 15세의 3학년 1학기 이미 오리건농업대학에 입학할 수 있는 학점을 다 채워놓은 상태여서 대학에 진학하는데 큰 무리가 없었으나 당시 오리건주 고등학교 3학년 1년동안 필수 학점이었던 미국사 듣지 못하였다. 폴링은 학교장에게 1학기에 일년 과정을 들을 수 있게 해달라고 부탁했으나 거절당했고 결국 폴링은 고등학교 졸업장을 포기하고 대학에 진학했다. 폴링의 모교 워싱턴고등학교는 45년 뒤, 이미 폴링이 두 개의 노벨상을 수상한 후 명예졸업장을 수여하였다. 그 해 여름에 폴링은 식료품 잡화점에서 1주일에 8달러를 벌어가면서 아르바이트일을 했다. 그의 어머니는 포틀랜드의 제조공장 다수를 운영하는 Schwietzerhoff와 면담을 하여 취직하도록 시켰다. 폴링은 견습공으로 한 달에 40달러를 받으며 고용되었다. 폴링은 그의 일에 매우 능숙해서 월급이 인상되어 한 달에 50달러를 받으며 일했다. 그는 여가시간에 그의 친구 둘과 함께 사진실험실을 세우고 작은 사진가게를 운영했다. 그는 이 비즈니스를 함으로써 후에 그가 대학생활을 할 수 있도록 충분한 돈을 벌수있도록 소망했다. 폴링은 오레건주 농업대학에서 입학허가 편지를 1917년 9월에 받았고 그의 어머니와 직장 사장에게 그의 대학입학계획을 알렸다.

## 고등교육과정
1917년 10월, 폴링은 그가 대학생활비용으로 모아두었던 200여달러를 사용하면서 그의 사촌 Mervyn과 함께 Corvallis 캠퍼스 주변 하숙집에서 살았다. 첫 번째 학기에서 폴링은 화학과에서 두 과목, 수학에서 두 과목, 기계 제도, 현대영어산문, 체육 그리고 군 훈련을 수강신청했다. 폴링은 그의 학교 생활 초기에 1학년 여학생 이린(Irene)과 사랑에 빠지게 된다. 폴링은 그가 저축한 150달러정도로 그녀를 위해 쓰기도 했다. 그는 곧 여학생기숙사의 주방을 정리하는 업무와 고기를 자르고 난로의 장작을 패는 일을 한달에 100시간 정도하는 그러한 일을 했다. 시간당 25센트의 보수에도 불구하고 폴링은 재정적으로 곤란함을 겪었다. 그는 돈을 절약하기 위해 캠퍼스의 식당에서 하루에 한끼 식사하는 걸로 때웠다. 폴링은 매우 대학생활을 활발히 했기 때문에, Delta Upsilon이라는 비영리 단체에 소속되어 활동하기도 했다. 그는 2학년 이후에 어머니와 가족의 생계에 보탬이 되기 위해 포틀랜드에서 돈을 벌기로 계획했다. 하지만 대학교에서는 그를 정량분석을 가르치는 위치를 그에게 권했고, 그는 마침 정량분석이라는 과목을 막 이수한 상태였다. 그는 일주일에 40시간을 실험실과 교실에서 일하여 한 달에 100달러정도 벌었다. 그리고 이러한 돈은 그가 대학에서 계속 공부할 수 있도록 도와주는 계기가 되었다.
그의 마지막 2년간의 대학생활에서 폴링은 원자와 분자의 전자구조에 대한 일을 했던 Gilbert N. Lewis와 Irving Langmuir의 업적에 대해 알게 되었다. 그는 그의 연구를 물리적이고 화학적인 물질의 성질을 이용하여 어떻게 그것들이 분자를 이루는 원자들의 구조와 관련되어있는지에 대해 초점을 맞추기로 했다. 그리하여 그는 양자화학이라는 새로운 과학분야의 창시자가 되었다. 폴링은 인류학 사회학에 대한 공부를 무시하기 시작했다. 그는 게다가 물리, 수학부의 필수과목에 대해서도 확실하게 다루었다. Samuel Graf교수는 폴링을 높은 수준의 수학과정에서 그의 조교로서 선발했다. 4학년 겨울 무렵, 폴링은 가정경제학을 전공으로 하는 학생들을 대상으로 화학부 과목을 가르치는 것을 제안받았다. 그곳에서는 폴링의 미래 아내가 될 사람인 Ava Helen Miller가 있었다.
1922년 폴링은 오레건주 주립대학을 졸업했으며 화학공학학위를 받았다. 그리고 대학원을 캘리포니아 주의 패서디나의 칼텍으로 지도교수인 Roscoe G. Dickinson 지휘 아래로 갔다. 그는 결정의 구조를 결정짓는 X선 회절분광법의 사용을 포함하는 연구로서 졸업을 했고 그가 칼텍에 있는동안 광물질, 무기질들의 결정구조에 관한 7장짜리 논문을 발표하였다. 그는 물리화학에서 phD를 받았으며, 1925년에 수리물리학분야의 최고 영예와 함께 졸업했다.
1917년 폴링은 코발리스(Corvallis)에 위치한 현재 오리건 주립 대학의 전신인 오리건 농업 대학(the Oregon Agricultural College)에 들어갔다. 그러나 경제적 어려움 때문에 그는 full-time으로 일을 해야 했다. 그는 장작을 쪼개고, 청소를 하고, 여학생 회관의 주방에서 고기를 써는 등의 일을 하였다. 또한 2학년 여름방학에는 아스팔트 성분을 시험하는 일자리를 구했고 쓰고 남은 돈을 집에 보냈다. 그러나 2년의 학업을 마치고 어머니 벨은 아들 폴링에게 1년동안 휴학을 하고 일을 도와달라고 하였다. 그런 상황에서 폴링은 화학교수로부터 1년동안 정량화학을 가르치는 일자리를 받게 되고 학교에 계속 남아 돈도 벌고 공부를 계속 할 수 있게 된다. 폴링은 강의 준비에 많은 열정을 쏟아부었고 그의 강의는 학생들에게 점차 인기를 얻고 인정을 받았다. 1922년 겨울학기 가정경제학과의 화학수업을 맞게 된 폴링은 수업에서 아바 헬렌 밀러를 만나게 되고, 둘은 1923년 6월 17일에 결혼하게 된다.
OAC에서의 마지막 2년 동안에, 그는 캘리포니아 대학의 화학과장 길버트 루이스와 제너럴 일렉트릭사의 공업화학자 어빙 랭뮤어의 원자의 전자구조와 분자를 이루는 화학결합에 대한 성과를 접하게 된다. 그는 두 원자 사이에 공유 전자를 가진 화학 결합이 생긴다는 그들의 이론에 매혹되었고 물리적, 화학적 성질이 원자들의 결합구조와 어떤 관계가 있는지를 자신의 주 연구분야로 하기로 하고, 양자 화학의 기초를 세운다.
1922년 폴링은 OAC를 졸업하고, 칼텍의 아더왕이라고 불리는 저명한 화학자 아더 아모스 노이즈에게 발탁되어 칼텍(California Institue of Technology, Caltech)의 대학원 과정에 진학한다. 그는 로스코 G. 디킨슨의 지도 아래 X선 구조결정학을 연구하였고 몰리브덴광을 비롯한 다섯 가지 결정의 원자구조를 밝혀냈다. 그는 1925년 물리화학과 수리물리학에서 박사학위를 받았다.

## 화학 결합의 본질에 관한 연구
1920년대 말에 폴링은 화학결합의 본질에 관한 논문을 내기 시작하였고 이는 이후 1939년에 출판한 화학결합에 관련된 그의 책으로 이어지게 되었다. 이들은 폴링이 1954년에 노벨상을 수상한 연구인 '화학결합의 본질과 그것을 이용한 복잡한 물질들의 구조규명에 관한 연구'에 기초하고 있다.
폴링은 그의 화학결합에 관한 연구들을 'The Nature of the chemical bond'에 집약시켜서 출판하였고 이 책은 가장 영향력이 큰 화학책중 하나로 여겨진다. 이 책의 초판이 출판된 1939년으로부터 30년이 흐를 때까지 이 책은 16000 번 이상 인용되었다. 심지어 80년이 흐른 지금까지도 이 분야에 관련된 논문들은 종종 그의 책을 인용하고는 한다.
폴링의 화학결합에 관련된 업적 중 하나는 혼성오비탈의 개념을 처음으로 도입하였다는 것이다. 일반적으로 원자에 있는 전자는 s 혹은 p 오비탈등의 오비탈의 모양의 확률로 존재한다고 생각된다. 그러나 원자간의 결합을 설명할 때에는 다른 종류의 오비탈의 성질을 섞은 새로운 함수를 정의하면 훨씬 설명이 편리한 것으로 나타났다. 예를 들어 탄소원자의 경우 한 개의 2s 오비탈과 3개의 2p 오비탈을 가지고 있는데 이 4개의 오비탈이 혼성화를 하여 4개의 동일한 오비탈(sp3 혼성오비탈)을 만드는 것으로 메탄과 같은 탄소화합물에서 탄소가 4개의 결합을 형성하고 있는 것을 설명할 수 있다. 또한 탄소의 4개 오비탈 중 1개의 2s 오비탈과 2개의 2p 오비탈이 혼성화를 하여 3개의 동일한 오비탈(sp2 혼성오비탈)을 형성하고 2p 오비탈 한 개는 혼성화를 하지 않은 채 남아있을 수 있는데 이를 통하여 불포화 탄소화합물인 에틸렌과 같은 화합물의 결합을 설명할 수 있다. 이 외에도 탄소는 다른 화합물에서 다른 형태의 혼성화를 한다.
폴링의 화학결합에 대한 업적 중 또 하나는 이온결합과 공유결합간의 관계를 규명한 것이였다. 이온결합은 결합을 이루면서 원자간에 전자의 이동이 이루어지는 결합을 말하는 것이고 공유결합은 결합을 이루면서 전자의 균일한 분배가 이루어지는 결합을 말하는 것이다. 폴링은 이 두 종류의 결합이 상극을 이루면서 실제적으로 이루어지는 대부분의 원자간의 결합의 성격은 이 사이의 어딘가에 존재한다는 것을 보였다. 또한 이 과정에서 폴링 자신이 제창한 '폴링의 전기음성도'의 개념이 쓰이게 된다. 결합을 이루는 두 원자의 전기음성도 차이가 결합의 이온성 즉 원자간의 결합이 이온결합과 공유결합중 어느 결합과 더 비슷하게 존재할 지를 결정하는 것이다.
폴링의 화학결합에 관한 업적 중 세 번째 것은 방향족 탄화수소의 구조를 규명하는 것이였다. 이 이전까지 벤젠의 구조에 대한 가장 나은 설명은 독일의 화학자인 케쿨레의 설명이였다. 케쿨레는 벤젠이 두 가지의 구조사이를 빠르게 왔다갔다 하면서 구조가 유지되고 있다고 말하였는데 이 때 첫 번째 구조에서 단일결합이였던 탄소-탄소간의 결합은 두 번째 구조에서 이중결합으로 이중결합이였던 탄소-탄소간의 결합은 두 번째 구조에서 단일결합으로서 존재한다고 설명하였다. 반면 폴링은 양자역학에 기초하여 새로운 설명을 제시하였는데 이는 벤젠의 탄소-탄소간의 결합은 이중결합과 단일결합의 중간쯤 되는 결합을 하고 있다는 것이다. 즉 벤젠의 구조는 케쿨레가 제시한 두 가지 구조의 사이의 구조로서 존재하는 것이지 두 가지 구조가 존재하여 그 두 가지 구조사이를 왔다갔다 하는 것이 아니라는 것이였다. 후에 이러한 현상에 대하여 '공명(resonance)'라는 이름이 주어지게 되었다. 이러한 폴링의 벤젠구조에 대한 설명은 앞서 그가 제시한 오비탈의 혼성화와 같은 맥락에 있다고 볼 수 있는데 이는 두 가지 설명 모두 여러 개의 전자구조가 합쳐저서 그러한 구조들의 사이 어딘가에 위치하는 구조를 만들어 내었기 때문이다.

## 원자핵의 구조에 관한 연구
1952년 9월 16일에 폴링은 '나는 원자핵 모델이 가지고 있는 문제점을 해결하겠다'라는 문장으로 새로운 연구노트를 저술하기 시작하였다. 1965년 10월 15일 폴링은 Science 지와 Proceedings of National Academy of Sciences지에 그의 원자핵 모델인 Close-Packed Spheron Model 을 발표하였다. 이후 거의 30년동안 폴링은 1994년에 죽을 때까지 그의 spheron cluster model 에 관련된 여러개의 논문을 저술하였다.
폴링의 spheron model 에 깔린 기본적인 생각은 원자핵은 중성미자 무리의 집단으로 볼 수 있다는 것이다. 기본적은 중성미자 무리에는 중양자, 알파입자, 3중양자가 있을 수 있다. 또한 짝수의 원자번호를 갖는 원자핵의 경우 알파입자의 무리로 구성되어 있다고 설명하였다. 폴링은 원자핵의 구 구조를 platonic solid 와 같은 기하적 구조로부터 도출 해내었는데 이는 이 당시의 독립 입자 모델로부터 이를 도출해내는 일반적인 방법과는 달랐다. 또한 1990년에 폴링이 한 인터뷰에서 그는 자신의 모델에 대해서 이렇게 말하였다.
'최근에 나는 실험적으로 측정된 들뜬 상태와 바닥상태의 진동에너지를 분석함으로써 원자핵의 구조를 알아내기 위해 노력하고 있다. 'Physical Review Letter' 나 다른 물리학 출판물을 보면서 나는 많은 물리학자들이 원자핵의 구조에 관심이 있다는 것을 알게 되었다. 하지만 그러한 물리학자 중 여태까지는 어느 누구도 내가 밝혀놓은 것까지 나와 같은 방법을 사용하여 밝힌 사람은 없다. 따라서 나는 이 연구를 앞으로도 나의 속도에 맞추어 진행할 것이다.'

## 생물 분자
1930년대 중반, 폴링은 새로운 분야로 뛰어들기로 결정했다. 비록 그가 흥미를 가지고 연구했던 것은 무기 분자 구조에 초점이 맞추어져 있었지만, 생물학적으로 중요한 분자들에 대해서도 생각하고 있었다. 당시 록펠러 재단의 자연과학자금 책임자였던 위버는 폴링에게 새로운 연구를 진행하기 위한 자금을 대어 주었다. 따라서 그 돈으로 연구 건물을 새로 짓고 직원을 뽑고 장비를 구축하여 분자생물학 분야로의 연구를 진행할 수 있었다. 그는 새로운 분야로의 연구를 위해 토마스 헌트 모건, 테오도시우스 도브잔스키, 캘빈 브리지스, 알프레드 스터트반트와 같은 생물학자들과 교류하며 정보를 얻어나갔다.
그 당시 폴링은 생명이 없는 화학물질이 생명체로 변환되는 데에 단백질이 중요한 역할을 한다고 생각하였고, 따라서 단백질의 구조와 기능을 밝힌다면 생명의 비밀을 풀 수 있다고 생각하였다. 그는 X-ray 회절 분석을 통해 헤모글로빈의 구조를 분석하려고 하였지만 단백질은 그 방법에 맞지 않았다. 왜냐하면 단백질은 크기가 너무 크고 다양한 거대 분자였기 때문이다. 또한 단백질은 조금만 가열해도 변성이 일어나기 때문에 정제, 분리도 어려웠다. 따라서 1930년대 영국의 결정학자 윌리엄 아스트버리가 찍은 가장 좋은 X-ray 사진에 대해 폴링은 양자역학적으로 설명할 수 없었다.
이 문제를 해결하는 데에는 11년이 걸렸다. 그의 수학적인 분석은 옳았지만, 아스트버리의 사진에서 단백질 분자는 예상 위치보다 기울어져 있었다. 폴링은 단백질의 변성 실험을 통해 단백질은 가역적인 약한 결합과 비가역적인 강한 결합이 존재한다고 밝혔다. 그리고 약한 결합을 수소결합, 강한 결합을 공유결합이라고 추정하였다. 이후 그는 미르스키와 함께 아미노산들이 공유결합의 일종인 펩티드 결합을 통해 사슬을 형성하고 이들이 약한 수소결합을 통해 특별한 모양을 가진 단백질이 형성된다고 생각하였다. 그렇기 때문에 우선 아미노산의 구조를 밝혀 펩티드 결합의 길이와 각도를 결정하는 것이 우선되어야 한다고 생각하였다. 이 연구를 통해 단백질의 가능한 구조의 수를 대폭으로 줄일 수 있었고 단백질의 성질에 대해 알 수 있었다. 폴링은 이 연구를 통해 헤모글로빈 구조 모델에서는 원자들이 나선형 구조로 배열되어있다고 밝혔고, 이 아이디어를 일반화하여 단백질에 적용시켰다. 1951년, 아미노산과 펩티드의 구조, 그리고 펩티드 결합의 평면 성질을 기반으로 하여 폴링과 로버트 코리, 그리고 헤르만 브랜손은 단백질 2차 구조에서 1차적인 구조적 특징으로서 알파 나선과 베타 병풍 구조를 제안하였다.
1936년 폴링은 오스트리아 출신 과학자 랜스타이너를 만났고 항체에 대한 의문점을 듣게 되었다. 항체들은 모두 비슷한 크기의 단백질인데 어떻게 특정한 항원을 정확히 구별하고 결합할 수 있는가? 폴링은 이에 대해 깊은 생각에 잠겼다. 그는 특정한 항원만을 구별하는 항체의 특이성이 분자의 구조와 관련성이 있을 것이라고 가정하였다. 그리고 1940년 그에 대한 답을 내놓았다. 항체의 한쪽 끝이 항원에 닿으면 주위에서 모양을 형성하여 수소결합이나 정전기적 인력에 의해 유지된다. 따라서 항체와 항원이 상보적 형태를 가지게 되어 잘 들어맞게 된다는 이론이었다. 이 이론으로 폴링은 이 분야를 이끌어갔고 그의 명성을 높여 주었다.
단백질에 대해 많은 것을 밝혀낸 폴링이었지만 여전히 생명의 비밀은 해결하지 못하였다. 1952년 허쉬와 체이스의 실험 결과로 유전자는 DNA로 구성되어있다는 결론이 나오고 나자 폴링은 DNA 연구에 관심을 쏟기 시작하였다. 그는 DNA의 구조를 연구한 끝에 DNA는 삼중나선 구조라고 제안하였고, 1952년 DNA의 구조에 관한 논문을 발표하였다. 물론 그의 모델은 기본적인 실수가 있었다. 폴링은 DNA의 염기를 중심으로부터 바깥쪽에 배치시켰고 인산기를 안쪽에 배치시켜 서로 결합한다고 주장하는 오류를 범하고 말았다. 폴링이 DNA의 구조의 분자적 모델에 대해 연구하고 있다는 소식이 캐번디시 연구소에 전해졌을 때, 왓슨과 크릭은 DNA의 분자적 모델을 연구하고 있었다. 그들은 킹스 칼리지의 모리스 윌킨스와 로잘린드 프랭클린가 아직 출판하지 않은 데이터에서 도움을 얻었는데 그들의 데이터는 나선과 그 축을 따라 평면의 염기가 있음을 밝히는 데에 결정적인 증거를 제시하였다. 1953년 초, 제임스 왓슨과 프랜시스 크릭은 올바른 구조로서 DNA 이중 나선을 제안하였다. 사실 왓슨과 크릭도 DNA는 삼중나선 구조를 띠고 있다고 생각하였지만 그들의 생각에 대해 로잘린드 프랭클린은 그들이 건넨 모형을 찢어버렸다. 그 모델의 문제점으로 음전하를 가진 인산기들이 DNA 분자 중심에 위치할 뿐만 아니라 분자가 너무 촘촘하다고 지적하였다. 그러면서 그녀는 왓슨과 크릭에게 자신이 찍어낸 DNA의 X선 회절사진을 제시하였고 이 때문에 왓슨과 크릭은 바른 길로 걸어나갈 수 있었다. 하지만 폴링은 밀도 데이터를 잘못 해석하였고 좋은 품질의 X-ray 회절 사진을 얻지 못하는 등 DNA 구조를 밝히는 과정에서 실수한 부분들을 인정했다. 폴링이 그 문제를 조사하는 동안, 영국에서 로잘린드 프랭클린은 세계에서 가장 좋은 X-ray 사진을 찍고 있었다. 그 사진은 왓슨과 크릭의 성공에 대한 열쇠였다. 폴링은 자신의 동료 로베르트 코레이가 프랭클린의 사진 몇 장을 보았음에도 불구하고 잘못된 DNA 구조를 고안하기 전에 그 사진을 보지 못했다. 그는 프랭클린의 연구소에 방문할 많은 기회가 있었으나 그러지 않았다. 결론적으로 폴링이 [[DNA 삼중나선]_ 이론을 급하게 논문을 통해 발표한 것은 그의 인생 최대의 실수이자 그의 자존심에 상처를 얻은 최악의 사건이라고 해도 과언이 아니다.

## 분자유전학
1949년 11월, 라이너스 폴링, 하베이 이타노, S.J. 싱어, 그리고 이베르트 웰스는 <겸형 적혈구 빈혈증, 분자병>이라는 논문을 사이언스 지에 출판하였다. 이는 비정상적인 단백질에 의한 인간 질병의 첫 증거물이었고, 분자 수준에서 이해된 첫 번째 질병이었다. 전기영동을 통해 그들은 겸형 적혈구 빈혈증에 걸린 환자 각각은 적혈구에서 변형된 형태의 헤모글로빈을 가지고 있음을 증명했다. 그리고 겸형 적혈구 형질을 가진 사람들은 정상과 비정상 형태의 헤모글로빈 모두를 가지고 있음이 확인되었다. 이는 멘델 유전이 단순히 단백질의 존재를 결정하는 것이 아니라 단백질의 특정한 물리적 특성까지 결정함을 보여주는 첫 증거였다. 즉, 분자유전학이 도래했음을 나타내었다.

## 분자의학, 의학적 연구, 그리고 비타민 C 고취
1951년, 폴링은 “분자의학”이라는 제목의 강의를 하였다. 1950년대 후반, 폴링은 정신병이 효소의 기능장애로 발생한다는 믿음에 뇌의 기능에서 효소의 역할에 대해 연구하였다. 1965년, 폴링은 아브라함 호퍼의 <정신의학에서의 니아신 치료요법>이라는 논문을 읽고, 비타민이 그와 관련된 결핍증의 예방과 무관하게 생화학적으로 중요한 효과를 가지고 있다는 이론을 제시하였다. 1968년 폴링은 <분자 농도 조정론에 입각한 정신의학>이라는 제목의 짧은 논문을 사이언스 지에 투고하였다. 하지만 이 논문은 1970년대에 다소 논쟁이 있는 비타민 대량 투여 요법 운동을 야기했다. 폴링은 몸 속에 존재하는 물질의 농도를 변화시켜 질병을 예방하고 치료하는 실행을 언급하기 위해 “orthomolecular(분자 농도 조정론에 입각한)”라는 용어를 만들어 내었다. 그의 생각은 분자 농도 조정론에 입각한 의학의 기초를 형성했으나 통상적인 의학계에서는 일반적으로 실행되지 않고 강경하게 논쟁해왔다.
비타민 C에 대한 폴링의 연구는 더 큰 논쟁을 불러일으켰다. 그는 1966년 생화학자 어윈 스톤의 비타민 C 복용의 개념을 설명하였다. 거기에 대해 확신을 가져, 폴링은 감기를 예방하기 위해 매일 비타민 C 3g을 복용하였다. 그는 자신의 몸에서 영향이 있음을 인지하고 1970년 <비타민 C와 감기>라는 제목의 논문을 출판하였다. 그는 1971년 영국의 암 외과의사 카메론과 함께 말기 환자들에게 암 치료요법으로 비타민 C를 복용시키거나 정맥 주사를 통해 주입하는 장기 임상 실험을 공동으로 시작하였다. 카메론과 폴링은 그들의 관찰 결과를 담고 있는 많은 전문 논문과 《암과 비타민 C》라는 유명한 책을 출판하였다. 폴링은 비타민 C를 널리 알리게 되었고 결국 비타민 C를 투여한 환자는 그렇지 않은 환자에 비해 생존 확률이 4배나 더 높다는 결과를 담고 있는, 다소 진위가 의심스러운 말기 환자들 100명 그룹에 대한 두 연구를 출판하였다. 이후 메이오 클리닉에 의해 수행된 임상 시도에서 비타민 C의 많은 복용(10,000 mg)은 암을 치료하는 데에 있어서 플라시보 효과보다 좋지 못했고 비타민 C를 많이 복용하는 것은 아무런 이득이 없었다. 이는 비타민 C가 암 치료에 효과적이지 못하다는 결론을 이끌어냈다. 의학 협회 역시 비타민 C가 감기를 예방할 수 있다는 그의 주장에 대해 엉터리라고 결론지었다. 폴링은 그 연구 결과들을 비난하였고 최종 연구를 “사기와 계획적인 잘못된 설명”으로 간주하였으며, 비타민 C를 정맥주사를 통해 주입하지 않고 구강 복용을 시킨 연구에 대해 비판하였다. 또한 실험에서 조작 변인은 비타민 C를 복용하는 것이었고, 비타민 C 복용 기간이 짧다는 이유로 메이오 클리닉을 비판하였다. 폴링은 암 환자들은 지속적으로 비타민 C를 복용해야 한다고 주장했다. 이에 반해 두 번째 시도에서 메이오 클리닉 환자들은 두 달 반 동안만 비타민 C를 복용하였다. 그 결과는 공개적으로 오랫동안 폴링과 카메론, 그리고 메이오 클리닉 사이에서 상당히 신랄한 논쟁이 일었다. 특히 서로 간에 위법 행위와 과학적 무능력함에 대해 비난이 일었다. 최종적으로 메이오 클리닉 연구의 결과들이 암 치료제로서의 비타민 C에 대한 관심을 종결시켰다. 그럼에도 불구하고 폴링은 비타민 C를 암과 감기 치료제로 진척시키기를 지속하였는데, 비타민 C를 뇌가 손상된 아이들에게 치료제로 이용하기 위해 인간능력계발연구소 (The Institutes for the Achievement of Human Potential)와 함께 연구하였다. 그는 이후 캐나다의 내과의사 아브람 호퍼와 함께 부가적인 암 치료법으로서, 비타민 C의 많은 복용을 비롯한 미량 영양소 식이요법을 공동연구를 하였다. 아서 B. 로빈슨, 그리고 다른 동료와 함께 폴링은 1973년에 캘리포니아 먼로 파크에 분자교정의학 연구소를 설립하였다. 이는 곧 라이너스 폴링 과학의학연구소로 이름이 바뀌었다. 폴링은 비타민 C에 대한 연구를 감독하였을 뿐만 아니라 그가 죽을 때까지 이론 화학과 물리 연구를 계속하였다. 말년에 그는 동맥경화증 예방에 대한 비타민 C의 역할의 가능성에 대해 특히 관심을 가지기 시작했고 리신과 비타민 C를 이용해 협심증을 경감시키는 사례보고 3편을 발표하였다. 1996년에 라이너스 폴링 연구소는 캘리포니아 주에서 오리건주 Corvallis로 이전하여 오리건 주립 대학교의 일부가 되었다. 이곳에서 미량영양소, 피토케미컬 (식물에 있는 화학 물질), 그리고 다른 물질들을 식이요법에 적용해 질병을 예방하고 치료하는 연구를 수행하기를 지속하였다. 라이너스 폴링 연구소가 Palo Alto에 있을 때 그곳에서 일했던 연구 조감독을 비롯한 여러 과학자들은 연구소가 이전한 뒤에 유전 정보 연구소를 설립하였다.

## 정치활동
폴링은 2차 세계대전까지는 정치에 무관심하였으나, 전쟁의 여파와 아내 아바 헬렌의 평화주의는 폴링 역시 평화주의자의 길을 걷게 해주었다. 그는 대부분이 유태인인 독일의 동료과학자들이 보내는 편지를 받기 시작했다. 그들은 미국여행에 필요한 사증을 발급받아 나치로부터 벗어나게 해줄 수 있는 사람을 찾고 있었다. 이때부터 폴링은 히틀러의 독재를 막아야한다고 생각하였고, 1939년 유니언 나우라는 단체에 가입한다. 이 단체는 전 세계의 모든 민주국가들이 미국의 연방제를 모형으로 결합해야 한다고 주장하는 단체로, 폴링은 이 단체에 가입을 하게 된 후 미국이 2차 세계대전에서 영국과 프랑스를 도와 나치를 근절시켜야 한다고 연설하였다.. 폴링은 또한 미 해군 잠수함의 산소측정기, 폭약, 로켓 추진체 등 미국의 군수 관련 프로젝트에도 참여하였다. 맨허튼 프로젝트 초기 오펜하이머는 뉴멕시코 주의 일급비밀 프로젝트에 폴링을 화학분야 담당으로 초청하나 폴링은 가족과 멀리 떨어지는 것을 싫어하여 거절한다. 전쟁 중 미국 정부가 서부해안에서 일본계 미국인을 감금하는 일이 발생하자 아바 헬렌은 이것에 항의하여 미국시민 자유연맹의 감금반대 투쟁을 돕는다.
전쟁에 승리하고 나서 폴링을 포함한 수많은 과학자들은 원자과학자연맹을 전국적으로 조직하면서 원자력기술의 공유와 원자력을 민간 통제 하에 둘 것을 요구하였다. 1946년에 아인슈타인은 대중에게 핵무기 개발의 위험을 알리는 것이 목적인 원자과학자 비상위원회를(Emergency Committee of Atomic Scientists) 조직하였고 폴링도 이에 가입한다. 그는 그의 정치적 지지자인 아내 아바 헬렌과 함께 원자폭탄의 위험성과 세계정부의 필요성에 대해 연설하였다. 그러나 1946년 가을 스탈린의 동유럽 봉쇄와 중국의 공산반군 등 공산주의의 세력이 강해지자 미국인들은 반공주의로 돌아섰으며 원자기술공유는 더 이상 거론되지 않았다.
냉전체제가 강화되고 국가적으로 반공주의가 대세였던 1950년대에도 그는 반핵연설을 계속하였다. 그 때문에 FBI의 조사를 받기도 하고, 미 정부로부터 여권발급을 거절당하기도 아였다. 그의 여권은 1954년 그의 첫 노벨상 수상에 앞서 잠시 재발급되었다. 칼텍의 많은 친구들도 그를 외면하기 시작했고 총장 두브리지는 폴링에게 정치적 연설을 그만둘 것을 요청하였다. 그는 1951년 논란이 되는 단체들을 탈퇴하고 연설들을 중지하였으며 연구에만 전념하였으나, 언론의 비난과 국회의 의심은 계속되었다. 1954년 노벨 화학상을 수상한 후에는 대중과 지인의 의심이 많이 풀렸고 폴링은 세계 곳곳을 돌아다니며 원자폭탄 사용에 반대하는 연설을 하였다. 폴링은 다시 원자폭탄으로 인한 방사능 피폭과 낙진에 관심을 가지기 시작하였다. 1958년 폴링은 배리 커머너 등과 함께 방사성 동위원소 Sr-90의 유아 치아에 어떤 영향을 끼치는지 연구하였고 1962년에는 루이스 라이스 등과 함께 낙진으로 떨어진 Sr-90을 젖소가 먹고 젖소로부터 우유를 먹는 사람의 뼈에 축적된다는 연구결과를 발표하였다. 또한 물리학자이자 반공주의자인 텔러와 방사능 낙진의 위험에 대한 TV토론에도 참여하였다. 또한 폴링은 1958년 세계 각국의 과학자들로부터 핵실험 중지를 청원하는 서명을 받아 서명목록을 UN에 제출하였다. 대중의 압박과 낙진의 위험에 관한 연구결과는 1963년 미국과 소련이 지하를 제외한 모든 곳에서 핵실험을 금지하는 부분적 핵실험 금지조약에 서명하게 되는 결과를 가져왔다. 이 조약은 그해 10월 10일부터 효력이 발생했고 바로 그날 폴링은 1962년 노벨 평화상을 수상하게 된다.
폴링의 화학에 대한 공헌을 인정한 과학자들을 포함한 많은 논객들은 폴링의 정치적 행보에 비판적이었으며 그를 공산주의자라고 비난하였다. 1960년 폴링은 그를 공산주의자라고 낙인 찍은 상원의 한 조사 소위원회에 출두를 명령받아 그토록 많은 서명들을 모은 과정에 대해 해명을 요구받았다. 그가 노벨 평화상을 수상한 이후에도 비판적인 여론은 계속되었다. 그가 1962년 노벨평화상을 받게 되자 미국 라이프 잡지사는 “노르웨이에서 온 수상한 모욕”이란 헤드라인을 냈다. 칼텍 총장 두브리지 역시 미적지근한 반응만을 보였다. 폴링은 노벨상 상금을 가지고 평화에 관한 일을 하기로 결심하고 1963년 10월 18일 기자회견을 열어 칼텍을 떠난다고 발표했다.
1962년 노르웨이 노벨 위원회는 노벨의 유언에 적합한 평화상 후보를 찾지 못하였다. 노벨상 규정에 따라, 이 경우 1962년 노벨상 후보를 다음 년도로 미룰 수 있었다. 이 노벨평화상을 폴링이 받게 됨으로써 폴링은 1962년 노벨평화상을 1963년에 받게 된 것이다.

## 말년
폴링은 1994년 8월 19일 캘리포니아주 빅서의 자택에서 7시 20분경 전립선암으로 사망했다.

## 참고 서적
- 테드 고어츨,벤 고어츨 저/박경서 역 (2011년 6월 15일). 《라이너스 폴링 평전 (원서:Linus Pauling: A Life in Science asnd Politics)》. 실천문학사. ISBN 978-89-392-0658-8.
- Hager, Thomas (1995). 《Force of Nature: The Life of Linus Pauling》. Simon & Schuster. ISBN 0684809095.
- Hager, Thomas (1998). 《Linus Pauling and the Chemistry of Life》. Oxford University Press. ISBN 0195139720.
- Marinacci, Barbara; Ramesh Krishnamurthy (1998). 《Linus Pauling on Peace》. Rising Star Press. ISBN 0933670036.
- Mead, Clifford; Thomas Hager (eds.) (2001). 《Linus Pauling: Scientist and Peacemaker》. Oregon State University Press. ISBN 0870714899.
- Serafini, Anthony (1989). 《Linus Pauling:  A Man and His Science》. Paragon House. ISBN 155778440X.